# Argocoffeopsis
Argocoffeopsis é um género botânico pertencente à família Rubiaceae.